# Quad City Flames
Quad City Flames är ett ishockeylag i AHL och Calgary Flames farmarlag. Laget gör säsongen 2007-2008 sin första säsong och spelar sina hemmamatcher i Moline i Illinois. Laget tillkom genom att Calgary Flames flyttade sitt farmarlag, Omaha Ak-Sar-Ben Knights från Nebraska sommaren 2007. 
Namnet "Quad City" kommer från det storstadsområde vid Mississippifloden mellan Illinois och Iowa som kallas Quad Cities.  